# Saint-Jean-Rohrbach
Saint-Jean-Rohrbach (fràncic lorenès Gehonns-Roerboch) és un municipi francès situat al departament del Mosel·la i a la regió del Gran Est. L'any 2007 tenia 944 habitants.

## Demografia

### Població
El 2007 la població de fet de Saint-Jean-Rohrbach era de 944 persones. Hi havia 352 famílies, de les quals 68 eren unipersonals (36 homes vivint sols i 32 dones vivint soles), 124 parelles sense fills, 136 parelles amb fills i 24 famílies monoparentals amb fills.
La població ha evolucionat segons el següent gràfic:
Habitants censats

### Habitatges
El 2007 hi havia 406 habitatges, 355 eren l'habitatge principal de la família, 32 eren segones residències i 20 estaven desocupats. 293 eren cases i 84 eren apartaments. Dels 355 habitatges principals, 277 estaven ocupats pels seus propietaris, 66 estaven llogats i ocupats pels llogaters i 12 estaven cedits a títol gratuït; 4 tenien una cambra, 8 en tenien dues, 42 en tenien tres, 66 en tenien quatre i 235 en tenien cinc o més. 324 habitatges disposaven pel capbaix d'una plaça de pàrquing. A 156 habitatges hi havia un automòbil i a 157 n'hi havia dos o més.

### Piràmide de població
La piràmide de població per edats i sexe el 2009 era:
| Homes | Edats   | Dones |
| ----- | ------- | ----- |
| 0     | 95 o +  | 0     |
| 0     | 90 a 94 | 0     |
| 4     | 85 a 89 | 12    |
| 0     | 80 a 84 | 8     |
| 4     | 75 a 79 | 12    |
| 16    | 70 a 74 | 12    |
| 32    | 65 a 69 | 32    |
| 32    | 60 a 64 | 28    |
| 48    | 55 a 59 | 36    |
| 20    | 50 a 54 | 12    |
| 28    | 45 a 49 | 36    |
| 28    | 40 a 44 | 28    |
| 40    | 35 a 39 | 36    |
| 56    | 30 a 34 | 44    |
| 28    | 25 a 29 | 24    |
| 28    | 20 a 24 | 32    |
| 40    | 15 a 19 | 32    |
| 52    | 10 a 14 | 32    |
| 20    | 5 a 9   | 48    |
| 12    | 0 a 4   | 20    |

## Economia
El 2007 la població en edat de treballar era de 591 persones, 363 eren actives i 228 eren inactives. De les 363 persones actives 290 estaven ocupades (175 homes i 115 dones) i 72 estaven aturades (41 homes i 31 dones). De les 228 persones inactives 63 estaven jubilades, 42 estaven estudiant i 123 estaven classificades com a «altres inactius».

### Ingressos
El 2009 a Saint-Jean-Rohrbach hi havia 375 unitats fiscals que integraven 994 persones, la mediana anual d'ingressos fiscals per persona era de 16.216,5 €.

### Activitats econòmiques
Dels 25 establiments que hi havia el 2007, 1 era d'una empresa alimentària, 1 d'una empresa de fabricació d'altres productes industrials, 13 d'empreses de construcció, 2 d'empreses de comerç i reparació d'automòbils, 1 d'una empresa de transport, 2 d'empreses d'hostatgeria i restauració, 1 d'una empresa de serveis, 3 d'entitats de l'administració pública i 1 d'una empresa classificada com a «altres activitats de serveis».
Dels 9 establiments de servei als particulars que hi havia el 2009, 1 era un paleta, 5 guixaires pintors, 2 fusteries i 1 empresa de construcció.
L'únic establiment comercial que hi havia el 2009 era una fleca.
L'any 2000 a Saint-Jean-Rohrbach hi havia 19 explotacions agrícoles que ocupaven un total de 372 hectàrees.

## Equipaments sanitaris i escolars
El 2009 hi havia 1 escola maternal i 1 escola elemental.

## Poblacions més properes
El següent diagrama mostra les poblacions més properes.